# Fitchburg (Massachusetts)
Fitchburg ist eine Stadt im Nordosten des US-Bundesstaates Massachusetts.
Das U.S. Census Bureau hat bei der Volkszählung 2020 eine Einwohnerzahl von 41.946 ermittelt.
Sie gehört zum Worcester County. Nach San Francisco soll sie die hügeligste Stadt in den Vereinigten Staaten sein.

## Geschichte
Die Gegend um Fitchburg ist seit 1730 besiedelt, der Ort wurde 1764 gegründet. Benannt wurde er nach dem Siedler John Fitch, der mit seiner Familie 1748 von Indianern nach Kanada verschleppt wurde und erst ein Jahr später zurückkehrte.
An der Eisenbahnstrecke zwischen Boston und Albany sowie am North Nashua River gelegen, konnte sich die Stadt im 19. Jahrhundert zu einem industriellen Zentrum entwickeln. Wassermühlen produzierten Maschinen, Werkzeug, Kleidung und Papier. Fitchburg ist bekannt für seine Gebäude im viktorianischen Stil, die zu dieser Zeit entstanden.

## Städtepartnerschaften
Fitchburg unterhält mit folgenden Städten Städtepartnerschaften:
- Kleve in Deutschland
- Kokkola in Finnland
- Oni in Georgien
- Tianjin in der Volksrepublik China

## Söhne und Töchter der Stadt
- Eleanor Norcross (1854–1923), Malerin und Stifterin des Fitchburg Art Museum
- Louise Freeland Jenkins (1888–1970), Astronomin
- Bruce Gordon (1916–2011), Schauspieler
- Mortimer Mishkin (1926–2021), Neurophysiologe, Leiter des Labors für Neuropsychologie am National Institute of Mental Health in Bethesda, Maryland
- Art Longsjo (1931–1958), Radrennfahrer und Eisschnellläufer. Longsjo verunglückte im Alter von 26 Jahren tödlich mit dem Auto. Zu seinen Ehren wird seit 1960 das Radrennen Fitchburg Longsjo Classic veranstaltet, das inzwischen vier Etappen umfasst, hochklassig besetzt ist und seit 1977 für Männer und Frauen ausgetragen wird. Unter den Gewinnern befinden sich u. a. Lance Armstrong, Zach Bell, Tyler Hamilton, Sarah Ulmer und Sue Novara. Zudem erinnert im Ort ein Denkmal an Art Ljongso.[2]
- David K. Wyatt (1937–2006), Historiker
- Alan Shealy (* 1953), Ruderer
- Wayne Berndt (* 1954), Ordensgeistlicher und römisch-katholischer Bischof von Naha in Japan
- Robert Niemi (1955–2022), Literaturwissenschaftler, Literaturkritiker und Sachbuchautor
- John J. Legere (* 1958), Geschäftsmann
- Amerie (* 1980), R&B-Sängerin und Schauspielerin
- Mikayla Soo-ni Campbell (* 1990), Schauspielerin, Filmproduzentin und Drehbuchautorin